# ユビナガホンヤドカリ
ユビナガホンヤドカリ（指長本宿借、指長本寄居虫）、学名 Pagurus minutus は、十脚目ホンヤドカリ科に分類されるヤドカリの一種。

## 種名の変遷
本種の学名は P. dubius (Ortmann, 1892) が長く用いられてきたが、2003年に P. minutus Hess, 1865 との再検討がなされ、P. dubius はシノニムとなった。

## 形態
成体の甲長は5-15mmほどで、日本産ヤドカリ類の中では小型の部類である。鋏脚（第1胸脚）は右側が大きく、表面に小さな顆粒が密布する。第2・3歩脚は指節が前節よりも長く、これが和名「指長」の由来である（指節は爪、長節は脛にみえる部分）。貝殻を支える第4歩脚は不完全な鋏脚、第5歩脚は鋏脚である。また大型個体では鋏脚や歩脚に細かい短毛が生える。生時の体色は淡緑褐色で、鋏脚や歩脚は濃淡からなる太い横縞模様、第2触角は細かい横縞模様がある。
本種と生息環境が重複するヤドカリ類にはテナガツノヤドカリ Diogenes nitidimanus、ツメナガヨコバサミ Clibanarius longitarsus、コブヨコバサミ C. infraspinatus 等がいるが、テナガツノヤドカリは左の鋏脚が長く第2触角が羽毛状になること、ツメナガヨコバサミやコブヨコバサミは鋏脚が左右とも同じ大きさであることから、それぞれ本種と区別できる。同属のホンヤドカリ P. filholi とは、脚が斑模様で先端が白くないこと、生息環境が異なることから区別できる。

## 生態

### 分布
北海道石狩湾から九州、日本以外では朝鮮半島にも分布する。

### 生息環境
内湾の干潟周辺、汽水域と、その潮下帯にあるアマモ等からなる藻場に生息する。また、外洋に近い小さな入り江の砂浜でも見られることがある。個体数は多く、生息地ではしばしば高密度で生息する。内湾環境を示す指標生物としても有効である。
同所的にはウミニナ類、ムシロガイ類、カキ類、ヒメハゼ、アベハゼ、ケフサイソガニ、スジエビモドキ等が見られる。
本種が主に利用する貝殻は、同所的に棲むウミニナ類、ムシロガイ類、イボキサゴ等だが、川から流されてきたカワニナの殻を利用することもある。大型個体はスガイ、コシダカガンガラ、コナガニシ等に入ることもある。
干潟ではタイドプールや澪筋の水中で活動し、干出した砂泥上には少ない。活発に歩行するが、危険を感じると貝殻に素早く引っ込む。冬には深場に移るため、海岸では殆ど見られなくなるが、メスはこの時期に抱卵することが多い。

### 食性
雑食性である。無脊椎動物や小魚の死骸、海草、砂中のデトリタス等を漁るほか、ごく小型の水生無脊椎動物を捕食することもある。